# جائزة اليابان الكبرى 1998
جائزة اليابان الكبرى 1998 هو سباق فورمولا 1 أقيم بتاريخ 1 نوفمبر 1998 في ميه، اليابان. كان السادس عشر من أصل 16 في بطولة العالم لسباقات الفورمولا واحد موسم 1998. حلّ الفنلندي ميكا هاكينن أولا بينما جاء البريطاني إدي إيرفين في المركز الثاني وحصل على المركز الثالث البريطاني ديفيد كولتهارد.